# Electro Hippies
Az Electro Hippies rövid életű angol thrashcore együttes volt. 1985-ben alakultak, és 1989-ben oszlottak fel. Tagjai a merseyside-beli St. Helens-ből, illetve Wiganből származnak. Rövid pályafutásuk ellenére nagy hatással voltak több grindcore és hardcore punk zenekarra is. Zenéjükben a heavy metal elemeit is vegyítették, az AllMusic pedig a "proto-grindcore" (kb. "korai grindcore") megnevezéssel illette zenéjüket. Szövegeik témái nagyrészt az állatok jogai és a vegetarianizmus volt, illetve a McDonald’s gyorsétterem-láncot is többször kritizálták, például a "Run Ronald" és a "Scum" című dalokban.
Az együttest John Peel DJ is támogatta, akinél egy EP-t is rögzített a zenekar.
Jeff Walker, a Carcass későbbi tagja is itt kezdte pályafutását.
Rövid pályafutásuk alatt több válogatáslemezhez is közreműködtek.

## Diszkográfia
- Play Loud or Not at All (Generic / Electro Hippies split lemez, 1986)
- The Only Good Punk... is a Dead One (1987)
- The Peel Sessions (EP, 1987)
- Live (koncertalbum, 1989)
- The Peaceville Recordings (válogatáslemez, 1989)
- Mega Armageddon Death Pt. 3 / You Suffer (Electro Hippies / Napalm Death split lemez, 1989)